# B.W. Westermann
Bernt Wilhelm Westermann (11. november 1781 i København – 10. marts 1868 sammesteds) var en dansk entomolog.
Westermann kom som ungt menneske i handelslære, men drog snart efter, især for at tilfredsstille sin lyst til at samle tropiske insekter, som skibsdreng til Indien, hvor han opnåede ansættelse først i et handelshus i Kalkutta og senere i Batavia, på hvilket sidste sted han tjente en anselig formue.
Med rige samlinger kom han derpå 1817 over Kap det gode håb hjem til København, hvor han grundede en betydelig virksomhed som grosserer, skibsreder og sukkerraffinadør.
Samtidig kom han meget snart i forbindelse med næsten alle datidens betydelige samlere, og ved bytte og køb forøgede han sin samling, således at denne sikkert med rette betegnedes som datidens største privatsamling.
Efter Westermanns død kom den som gave til Zoologisk Museum i København; den anslogs da til at omfatte omtrent 45.000 arter, og dens værdi forøgedes yderligere ved dens usædvanlige rigdom på store og pragtfulde arter og ved eksemplarernes fortræffelige konservering.
Westermann blev Ridder af Dannebrog 1851. Han er begravet på Assistens Kirkegård.